# Варга, Кевин
Кевин Варга (венг. Varga Kevin; 30 марта 1996, Карцаг, Венгрия) — венгерский футболист, полузащитник клуба «Дебрецен» и сборной Венгрии. Участник чемпионата Европы 2020.

## Клубная карьера
Варга — воспитанник клубов «Карцаг», МТК и «Дебрецен». В 2015 году для получения игровой практики Кевин начал выступать за дублирующий состав. Летом того же года Варга на правах аренды перешёл в «Балмазуйварош», а после в «Циганд» из Второго дивизиона Венгрии. Летом 2018 года Кевин вернулся в «Дебрецен». 18 августа в матче против «Вашаша» он дебютировал в чемпионате Венгрии в составе последних. В этом же поединке Кевин забил свой первый гол за «Дебрецен». Летом 2020 года Варга перешёл в турецкий «Касымпаша», подписав контракт на 4 года. Сумма трансфера составила 850 тыс. евро. 13 сентября в матче против «Кайсериспора» он дебютировал в турецкой Суперлиге. 20 сентября в поединке против «Ризеспора» Кевин забил свой первый гол за «Касымпашу».

## Международная карьера
9 июня 2018 года в товарищеском матче против сборной Австралии Варга дебютировал за сборную Венгрии. 18 ноября в Лиги наций против сборной Турции Кевин забил свой первый гол за национальную команду. В 2021 году Варга принял участие в чемпионате Европы. На турнире он сыграл в матчах против команд Португалии и Германии.

### Голы за сборную Венгрии
| #   | Дата           | Место                           | Противник | Счёт | Результат | Соревнование         |
| --- | -------------- | ------------------------------- | --------- | ---- | --------- | -------------------- |
| 01. | 18 ноября 2020 | Пушкаш Арена, Будапешт, Венгрия | Турция    | 2:0  | 2:0       | Лига наций 2020/2021 |